# Cambarellus chapalanus
Cambarellus chapalanus är en kräftdjursart som först beskrevs av Faxon 1898.  Cambarellus chapalanus ingår i släktet Cambarellus och familjen Cambaridae. IUCN kategoriserar arten globalt som nära hotad. Inga underarter finns listade i Catalogue of Life.